# چیله‌گیر (قوسار)
چیله‌گیر (به لاتین: Çiləgir) یک منطقه مسکونی در جمهوری آذربایجان است که در شهرستان قوسار واقع شده است. چیله‌گیر ۹۲۸ نفر جمعیت دارد.